# Cappella di San Biagio (Cefalù)
La cappella di San Biagio è un luogo di culto cattolico di Cefalù, nella città metropolitana di Palermo.
Presso il Lavatoio Medievale, sul lato nord di via XXV Novembre, risulta dall'unione delle due piccole chiese dedicate a san Crispino (fondata nel 1580) e a san Biagio (del 1502, in seguito al trasferimento della dedica di una precedente chiesa extraurbana), entrambe di proprietà della famiglia Martino. Secondo il Bianca, nel 1660 la chiesa avrebbe accolto delle reliquie del santo portate da Roma.
La chiesa ha semplice facciata a capanna, con portale timpanato, sormontato da un'ampia finestra arcuata. Il campanile, poco più alto della facciata, presenta una finestra semicircolare alla sommità. Su uno dei fianchi sono presenti altre due finestre semicircolari. L'interno, a pianta quadrata e decorato da modanature in stucco, ha un ingresso delimitato da due colonne che sorreggono un'arcata, mentre un ambiente sul fondo, di modeste dimensioni, ospita l'altare.